# Riddle Gawne
Riddle Gawne è un film muto del 1918 diretto da William S. Hart e da Lambert Hillyer sotto la supervisione di Thomas H. Ince. Il soggetto del film, The Vengeance of Jefferson Gawne, è firmato da Charles Alden Seltzer.

## Produzione
Il film fu prodotto dalla William S. Hart Productions, Incorporated.

## Distribuzione
Il copyright del film, richiesto dalla William S. Hart Productions, Inc., fu registrato il 3 agosto 1918 con il numero LP12722.
Presentato da Thomas H. Ince, il film uscì nelle sale cinematografiche degli Stati Uniti il 3 agosto 1918.